# Tiegana
Tiegana est une localité rurale au nord de la Côte d'Ivoire dans le District des Savanes, appartenant à la région du Poro. Le village de Tiegana est administrativement rattaché à la sous-préfecture de Guiembé dans le département de Korhogo. 